# Fayetteville Township (Illinois)
Die Fayetteville Township ist eine von 22 Townships im St. Clair County im Westen des US-amerikanischen Bundesstaates Illinois. Im Jahr 2010 hatte die Fayetteville Township 1668 Einwohner.
Die Township liegt im Metro-East genannten östlichen Teil der Metropolregion Greater St. Louis um die Stadt St. Louis im benachbarten Missouri.

## Geografie
Die Fayetteville Township liegt am Ostrand des Vorortbereiches von St. Louis. Die Township wird im Norden vom Kaskaskia River durchflossen. Der Mississippi, der die Grenze zum Bundesstaat Missouri bildet, liegt rund 40 km westlich.
Die Fayetteville Township liegt auf 38°21′28″ nördlicher Breite und 89°45′19″ westlicher Länge und erstreckt sich über 70,65 km². 
Die Fayetteville Township liegt im äußersten Osten des St. Clair County und grenzt östlich an das Washington sowie nordöstlich an das Clinton County. Innerhalb des St. Clair County grenzt die Fayetteville Township im Süden an die Marissa Township, im Südwesten an die Lenzburg Township, im Westen an die New Athens Township, im Nordwesten an die Freeburg Township sowie im Norden an die Engelmann Township.

## Verkehr
In der Fayetteville Township kreuzt die in Nord-Süd-Richtung verlaufende Illinois State Route 4 die Illinois State Route 15. Alle weiteren Straßen sind County Roads oder weiter untergeordnete teils unbefestigte Fahrwege.
Der St. Louis Downtown Airport liegt rund 45 km nordwestlich, der größere Lambert-Saint Louis International Airport liegt rund 70 km nordwestlich der Fayetteville Township.

## Demografische Daten
Nach der Volkszählung im Jahr 2010 lebten in der Fayetteville Township 1668 Menschen in 666 Haushalten. Die Bevölkerungsdichte betrug 23,6 Einwohner pro Quadratkilometer. In den 666 Haushalten lebten statistisch je 2,5 Personen. 
Ethnisch betrachtet setzte sich die Bevölkerung zusammen aus 96,7 Prozent Weißen, 0,1 Prozent Afroamerikanern, 0,1 Prozent amerikanischen Ureinwohnern, 0,1 Prozent Asiaten sowie 1,4 Prozent aus anderen ethnischen Gruppen; 1,5 Prozent stammten von zwei oder mehr Ethnien ab. Unabhängig von der ethnischen Zugehörigkeit waren 2,3 Prozent der Bevölkerung spanischer oder lateinamerikanischer Abstammung. 
29,0 Prozent der Bevölkerung waren unter 18 Jahre alt, 56,4 Prozent waren zwischen 18 und 64 und 14,6 Prozent waren 65 Jahre oder älter. 49,7 Prozent der Bevölkerung war weiblich.
Das mittlere jährliche Einkommen eines Haushalts lag bei 65.956 USD. Das Pro-Kopf-Einkommen betrug 25.067 USD. 7,7 Prozent der Einwohner lebten unterhalb der Armutsgrenze.

## Orte
Neben Streubesiedlung lebt die Bevölkerung der Fayetteville Township in folgenden Siedlungen:
Villages
- Fayetteville
- St. Libory

Census-designated place (CDP)
- Darmstadt